# Liste deutsch-norwegischer Städte- und Gemeindepartnerschaften
Dies ist eine noch unvollständige Liste von Städte- und Gemeindepartnerschaften zwischen Deutschland und Norwegen.
| Deutsche Gemeinde    | Bundesland             | norwegische Gemeinde | norwegische Provinz | seit                     |
| -------------------- | ---------------------- | -------------------- | ------------------- | ------------------------ |
| Anderten-Misburg     | Niedersachsen          | Flekkefjord          | Agder               | 1971                     |
| Bezirk Mitte         | Berlin                 | Frogn                | Akershus            | 1990                     |
| Darmstadt            | Hessen                 | Trondheim            | Trøndelag           | 1968                     |
| Emden                | Niedersachsen          | Haugesund            | Rogaland            | 2009                     |
| Garching bei München | Bayern                 | Lørenskog            | Akershus            | 1974                     |
| Greifswald           | Mecklenburg-Vorpommern | Hamar                | Innlandet           | 1997                     |
| Gronau (Leine)       | Niedersachsen          | Dovre                | Innlandet           | 2002                     |
| Münster              | Nordrhein-Westfalen    | Kristiansand         | Agder               | 1967                     |
| Oberhof              | Thüringen              | Lillehammer          | Innlandet           | 1993                     |
| Oettingen            | Bayern                 | Haugesund            | Rogaland            | 1971(Städtefreundschaft) |
| Rendsburg            | Schleswig-Holstein     | Skien                | Telemark            | 1995                     |
| Rostock              | Mecklenburg-Vorpommern | Bergen               | Vestland            | 1965                     |
| Wismar               | Mecklenburg-Vorpommern | Halden               | Østfold             | 1991(Städtefreundschaft) |